# Харбнафсах (нохія)
Харбнафсах (араб. ناحية حربنفسه‎‎) — нохія у Сирії, що входить до складу району Хама провінції Хама. Адміністративний центр — м. Харбнафсах.
| Сирія | Це незавершена стаття з географії Сирії. Ви можете допомогти проєкту, виправивши або дописавши її. |